# Праздник урожая

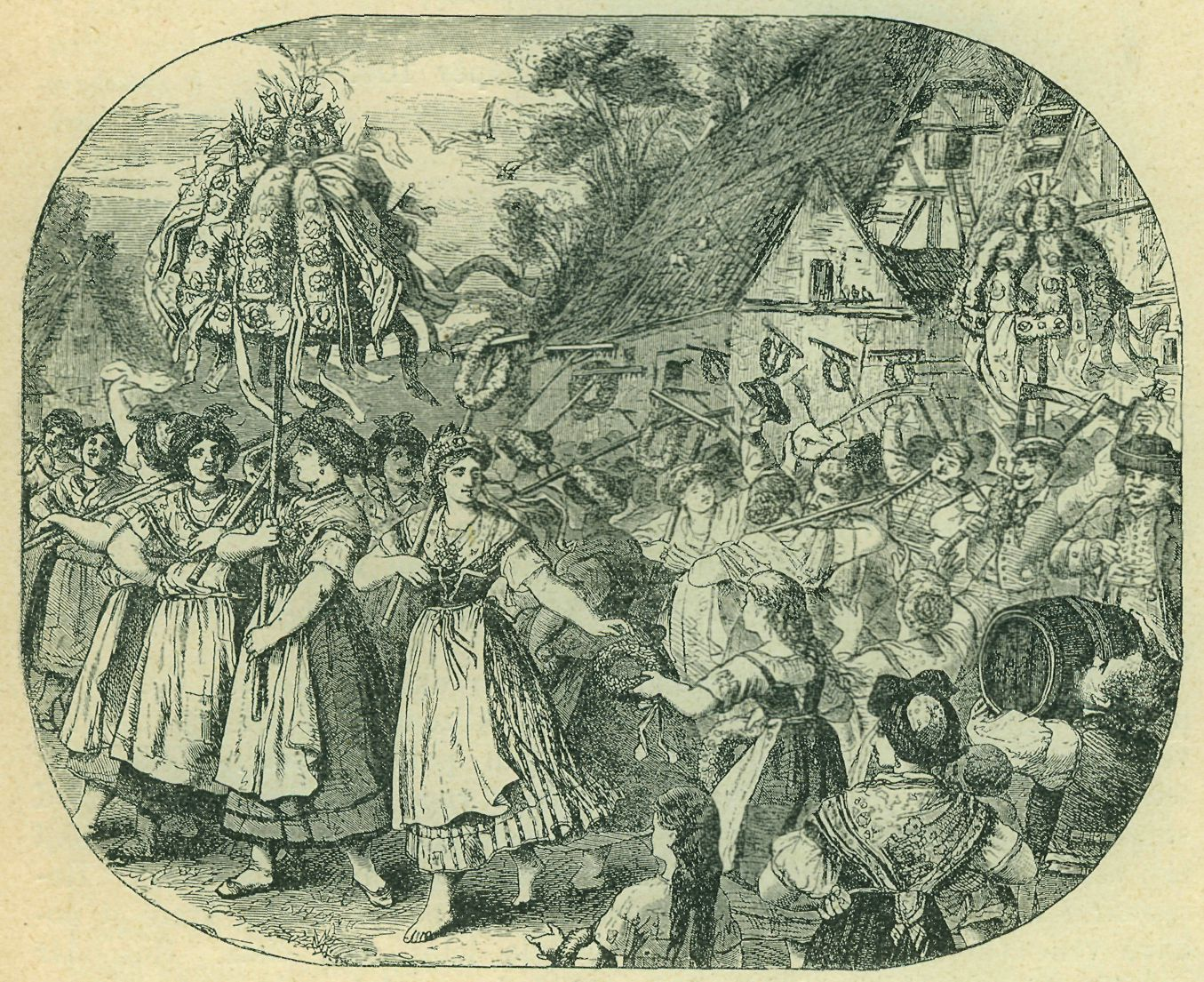
Обжиночное шествие. Чехия, середина XIX века.

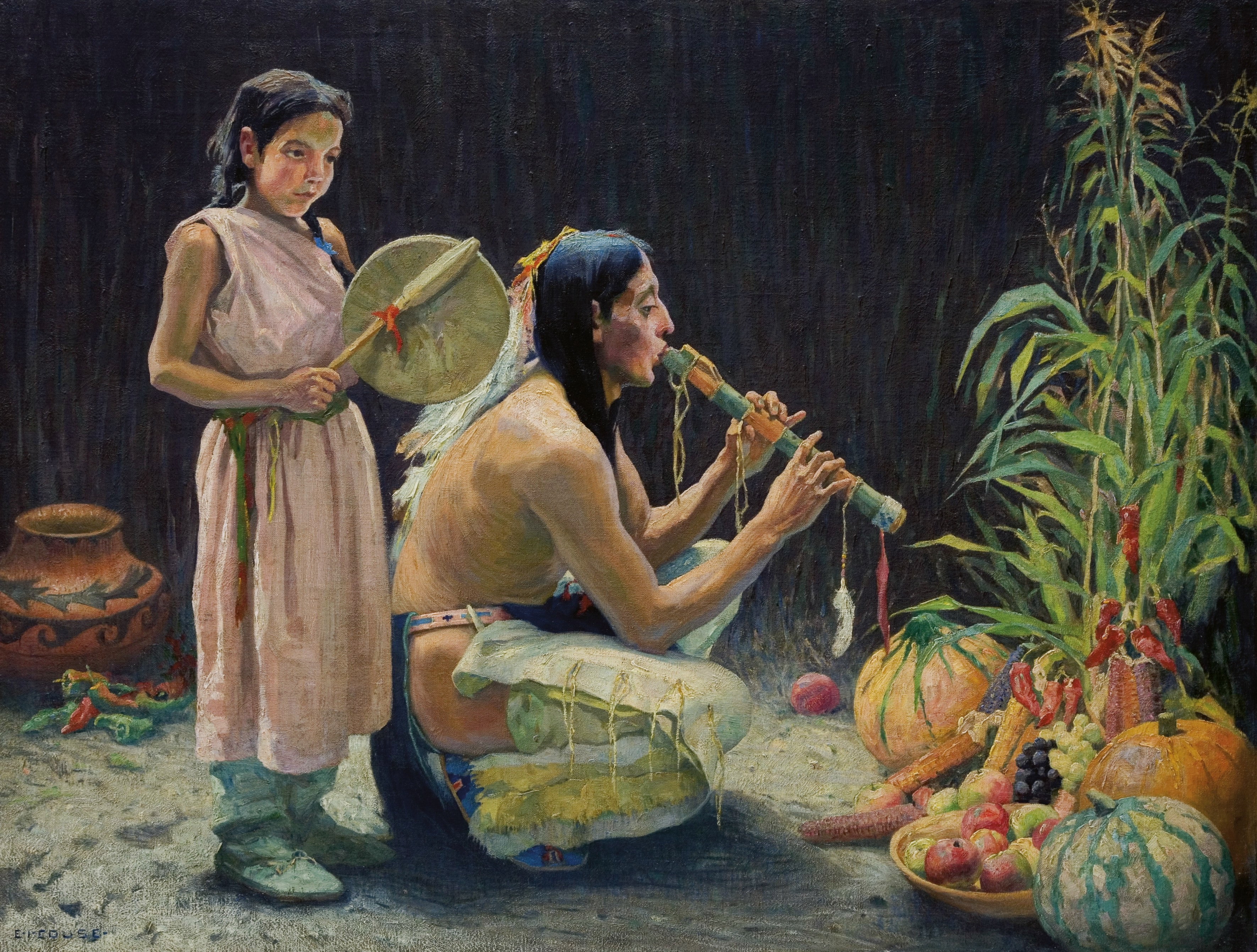
Индеец празднует урожай на картине И. И. Кауса

Праздник урожая — праздник, посвящённый собранному урожаю, плодородию и семейному благополучию. К этому времени завершаются полевые работы (у славян — жатва, вывоз хлеба в овины, уборка льна). Заложена основа благосостояния семьи на будущий год. В этот день чествовали богов плодородия и благодарили их за собранный урожай. Примерами могут служить праздник кущей у евреев и Чхусок у корейцев.
В римско-католической традиции праздник отмечается с III века, обычно в день Архангела Михаила, 29 сентября. У восточных славян аналогом дня урожая можно считать Осенины 8 (21) сентября, которые имели другое название — «День урожая».

## У славян
Славяне по окончании сбора урожая благодарили Мать — Сыру Землю, а с приходом христианства — Богородицу.
Считалось, что она даёт благополучие, покровительствует земледелию, семье и особенно матерям. Соответственно, осенний праздник отмечали в день празднования Рождества Богородицы.
Названия осеннего праздника у восточных славян многообразны: Осенние оспожинки, Осенины, Богородицкая, Поднесеньев день, Праздник рожаниц, Спожа, Бога́ч, Праздник урожая, День благословения хлебов, Матушка-осенина, Огородичен день, Малая Пречистая, «Друга Пречиста» (укр.), «Мати Пречиста» (укр.), «Засідкi» (белорус.), Вторая встреча осени, Луков день (Яросл., Вологод.), Пасиков день (Пенз., Сарат.), Пасеков день, Аспосов день, Спосов день (Рязан.).

### Белоруссия
У белорусов праздник назывался «Богач» (бел. Багач, Другая Прачыстая, Спожка). Символ дня — лубок с зерном, в середину которого ставилась свеча. Жито для Богач сносили со всей деревни. В дом, где находился Богач, приглашали священника. После молебна лубок с зерном и зажжённой свечой в сопровождении всех жителей обносили по всей деревне. Затем участники шли к следующему дому, в котором на целый год находился Богач. Обряд был направлен на сохранение благосостояния, урожайности, плодовитости скота, семейного благополучия.
В современной Белоруссии ежегодно проводится «Республиканский фестиваль-ярмарка тружеников села „Дажынкi“». С республиканским размахом в Белоруссии его начали отмечать с 1996 года. В средневековье в западной Белоруссии по традиции в деревнях в последний день жатвы самая уважаемая женщина отправлялась в поле. С первыми лучами солнца она приступала к жатве. Далее к ней подтягивались и остальные женщины деревни. Когда был собран последний сноп, каждая из участниц жатвы откладывала по одному колоску для общего дожиночного снопа. После этого происходило торжественное шествие всех участников дожинок с дожиночным снопом к дому хозяина, где начинался праздник. 

### Украина
С окончанием основных полевых работ совпало празднование Рождества Богородицы  (укр. Мала Пречиста, Друга Пречиста). Богородицу чествовали и благодарили в этот день за собранный урожай, так как считали что она является покровительницей земледелия. В этот день Богородицу благодарили как подательницу всякого благополучия и покровительницу семьи и особенно материнства. Не случайно в некоторых регионах Украины праздник Рождества Богородицы считали «бабьим праздником».

## Германия
В Германии в праздник урожая (нем. Erntedankfest) католики возносят благодарность за хороший урожай: хлебов 15 августа и в первое воскресенье октября, когда  «благодарят за плоды земли и человеческого труда» и в знак благодарности приносят венки из колосьев и корзины с красиво уложенными плодами. Протестантские церкви также отмечают День урожая после Михайлова дня 29 сентября (у православных славян — 21 ноября). В период нацистской Германии праздник урожая был возведён в ранг официального, и, начиная с 1934 года, отмечался каждое 1-е воскресенье октября. В этот день люди у алтаря складывают собранные фрукты и овощи.

## Англоязычные страны
На Британских островах 1 августа приносили в церкви хлеб, испечённый из зерна нового урожая. Это был день хлебной мессы (hlaf-mas), или Ламмас. В языческие времена ему предшествовал кельтский праздник Лугнасад.
В США и Канаде отмечается (но в разные дни) День благодарения, также происходящий от европейской традиции праздника урожая.

## Грузия
В Грузии празднование сбора винограда — ртвели — венчает весь сельскохозяйственный год. Для трудоёмких работ на винограднике съезжаются в отчий дом все родственники. Каждый вечер сопровождается застольями, исполнением народных песен, танцами, многоголосым пением. Во время ртвели употребляют прошлогоднее вино, чтобы освободить сосуды для нового урожая. Длится праздник несколько дней, пока не будет собран весь урожай винограда.

## Средняя Азия
Отмечаемый в ноябре праздник урожая — один из древнейших национальных праздников у туркмен, узбеков, каракалпаков. В советское время этот праздник («пахта-байрам») отмечался по окончании сбора хлопка с полей. В Каракалпакии приходится на начало декабря и сопровождается конной игрой улак («козлодрание»).

## Восточная Азия
В Китае и Вьетнаме отмечают Праздник середины осени, или Праздник луны. Он приходится на 15-й день 8-го месяца (полнолуние) по китайскому календарю, что примерно соответствует второй половине сентября. Считается что в этот день лунный диск «самый яркий и круглый в году». Образ «полноты» фигурирует в нескольких смыслах: это время завершения сбора урожая; луна является символом женского начала, и т.о. её полнота — также символ плодородия. Праздник отмечают всей семьёй, и семантика «круга семьи» присутствует в разделении пряников на всех.